# Greg Berlanti
Greg Berlanti (Rye, 24 de maio de 1972) é um produtor de televisão e roteirista estadunidense. Ele é conhecido por seu trabalho em Dawson's Creek, Brothers & Sisters, Everwood: Uma Segunda Chance, Animais Políticos, Riverdale, O Mundo Sombrio de Sabrina e Você, além de suas contribuições para DC Comics em produções para o cinema e televisão, incluindo  Universo Arrow da The CW, Titans e Doom Patrol. 
Na temporada televisiva de 2017-2018, Berlanti igualou o recorde de Jerry Bruckheimer como o produtor com mais séries no ar ao mesmo tempo, e bateu seu próprio recorde ao emplacar 14 séries simultâneas na TV na temporada de 2018–19, tendo assinado o contrato de produção mais caro até aquela época (junho de 2018) com a Warner Bros. Television. Na temporada de 2019–20, Berlanti aumentou o recorde para 18 programas.  Ele também dirigiu o filme Love, Simon de 2018, uma comédia-dramática que arrecadou US$ 66 milhões em todo o mundo.
Berlanti foi incluído na lista das 100 pessoas mais influentes de 2020 pela revista Time.

## Filmografia

### Séries de TV
| Ano           | Série                          | Diretor | Escritor | Produtor | Notas |
| ------------- | ------------------------------ | ------- | -------- | -------- | ----- |
| 1998–2003     | Dawson's Creek                 | Não     | Sim      | Sim      |       |
| 2000          | Young Americans                | Não     | Sim      | Não      |       |
| 2002–2006     | Everwood                       | Não     | Sim      | Sim      |       |
| 2004–2005     | Jack & Bobby                   | Não     | Sim      | Sim      |       |
| 2006–2008     | Brothers & Sisters             | Não     | Sim      | Sim      |       |
| 2007–2009     | Dirty Sexy Money               | Não     | Não      | Sim      |       |
| 2008–2009     | Eli Stone                      | Não     | Sim      | Sim      |       |
| 2010–2011     | No Ordinary Family             | Não     | Não      | Sim      |       |
| 2012          | Political Animals              | Sim     | Sim      | Sim      |       |
| 2012–presente | Arrow                          | Não     | Sim      | Sim      |       |
| 2013          | Golden Boy                     | Não     | Não      | Sim      |       |
| 2013–2014     | The Tomorrow People            | Não     | Sim      | Sim      |       |
| 2014–presente | The Flash                      | Não     | Sim      | Sim      |       |
| 2014–2016     | The Mysteries of Laura         | Não     | Não      | Sim      |       |
| 2015–presente | Blindspot                      | Não     | Não      | Sim      |       |
| 2015–presente | Supergirl                      | Não     | Sim      | Sim      |       |
| 2016–presente | Legends of Tomorrow            | Não     | Sim      | Sim      |       |
| 2017–presente | Riverdale                      | Não     | Não      | Sim      |       |
| 2018–presente | Black Lightning                | Não     | Não      | Sim      |       |
| 2018          | Deception                      | Não     | Sim      | Sim      |       |
| 2018–presente | You                            | Não     | Sim      | Sim      |       |
| 2018–2020     | God Friended Me                | Não     | Não      | Sim      |       |
| 2018–presente | All American                   | Não     | Não      | Sim      |       |
| 2018–presente | Titans                         | Não     | Sim      | Sim      |       |
| 2018–presente | Chilling Adventures of Sabrina | Não     | Não      | Sim      |       |
| 2019          | The Red Line                   | Não     | Não      | Sim      |       |
| 2019–presente | Doom Patrol                    | Não     | Não      | Sim      |       |
| 2019–presente | Prodigal Son                   | Não     | Não      | Sim      |       |
| 2019–presente | Batwoman                       | Não     | Não      | Sim      |       |
| 2020–presente | Stargirl                       | Não     | Não      | Sim      |       |
| 2020          | Katy Keene                     | Não     | Não      | Sim      |       |
| 2020          | The Flight Attendant           | Não     | Não      | Sim      |       |
| TBA           | The Girls On the Bus           | Não     | Não      | Sim      |       |
| TBA           | DC’s Strange Adventures        | Não     | Não      | Sim      |       |
| TBA           | Green Lantern                  | Não     | Não      | Sim      |       |
| TBA           | Kung Fu                        | Não     | Não      | Sim      |       |

### Filmes
| Ano  | Filme                                     | Diretor | Escritor | Produtor | Crítica receptiva | Crítica receptiva |
| Ano  | Filme                                     | Diretor | Escritor | Produtor | Rotten Tomatoes   | Metacritic        |
| ---- | ----------------------------------------- | ------- | -------- | -------- | ----------------- | ----------------- |
| 2000 | The Broken Hearts Club: A Romantic Comedy | Sim     | Sim      | Não      | 63%               | 51 out of 100     |
| 2010 | Life as We Know It                        | Sim     | Não      | Não      | 28%               |                   |
| 2011 | Lanterna Verde                            | Não     | Sim      | Sim      | 26%               | 39 out of 100     |
| 2012 | Wrath of the Titans                       | Não     | Sim      | Não      | 25%               | 37 out of 100     |
| 2015 | Pan                                       | Não     | Não      | Sim      | 26%               | 36 out of 100     |
| 2018 | Love, Simon                               | Sim     | Não      | Não      | 92%               | 72 out of 100     |